# Пемба Южная
Пемба Южная (суахили Kusini Pemba, англ. Pemba South) — одна из 30 областей Танзании и одна из 5 областей автономного Занзибара. Расположена на острове Пемба.
Административный центр региона — город Мкоани.
Население — 195 116 жителей (2012).
Площадь — 332 км².
Состоит из двух округов:
- Чаке-Чаке[англ.] (суахили Chake Chake) — север Пембы Южной (97 249 житель, 2012),
- Мкоани (округ)[англ.] (суахили Mkoani) — юг Пембы Южной (97 867 житель, 2012).